# Кондратьев, Валерий Валерьевич
Кондратьев Валерий Валерьевич (родился 28 августа 1970, Днепропетровск) - Президент Баскетбольного клуба “Днепр”, вице-президент Федерации баскетбола Украины по вопросам клубного баскетбола, президент Федерации баскетбола Днепропетровской области, заслуженый тренер Украины, заслуженый работник физической культуры и спорта Украины, украинский бизнесмен и меценат.

## Образование
Окончил Приднепровскую академию физической культуры и спорта в 1991 году, получил специальность тренера - преподавателя.

## Карьера
- С 1994 года работал тренером по физической подготовке в Федерации кикбоксинга Украины.
- В 2001–2003 годах был тренером по физической подготовке в Баскетбольном клубе “Киев”.
- С 2003 года занимает должность президента Баскетбольного клуба “Днепр”.
- С 2015 года является президентом Федерации баскетбола Днепропетровской области.
- С 2022 года – вице-президент Федерации баскетбола Украины по вопросам клубного баскетбола.

Спортивные звания:
- Мастер спорта по баскетболу
- Заслуженный тренер Украины
- Заслуженный работник спорта Украины

## Деятельность
Активно способствует развитию детского и юношеского баскетбола в городе Днепр и Днепропетровской области.
Принимает участие в организации спортивных событий и поддерживает баскетбольное движение, занимается развитием клубных соревнований и турниров по баскетолу 3х3 в Украине.
Команды БК “Днепр” успешно выступают в национальных и международных соревнованиям под эгидой ФИБА.
Занимается меценатской деятельностью. Была проведена реконструкция и ремонт баскетбольных площадок и школьных спортивных залов в Днепре.

## Поддержка волонтерской деятельности
С 2014 года поддерживает волонтерское движение, способствует строительству спортивных залов и предоставлению спортивного оборудвания для военных. Организованы тренировочные площадки, которые были признаны одними из лучших спортивных сооружений.
С началом полномасштабного вторжения на территорию Украины 01 марта 2022 году вступил в ряды Вооружённых сил Украины и имеет звание лейтенанта.
Награды:
- Участник боевых действий
- Медаль «За военную службу Украине» (01 февраля 2023 года)
- Нагрудный знак «Стальной крест» (16 ноября 2023 года)
- Медаль «За военную службу Украине» (01 февраля 2023 года)
- Нагрудный знак «Слава и честь» (02 декабря 2021 года)
- Почётный нагрудный знак Главнокомандующего Вооружённых Сил Украины «За заслуги перед Вооруженными Силами Украины» (30 ноября 2020 года)
- Нагрудный знак Командующего объединёнными силами Вооружённых Сил Украины «За службу и доблесть I степени» (07 октября 2021 года)
- Нагрудный знак Вооружённых Сил Украины «Награда Начальника регионального управления сил территориальной обороны «Восток» I степени» (24 августа 2023 года)
- Награда командующего войсками оперативного командования «Восток» (19 июля 2021 года)
- Награда II степени, 74-й отдельный разведывательный батальон (23 сентября 2019 года)
- Награда III степени, 74-й отдельный разведывательный батальон (27 июля 2018 года)